# Moçâmedes
Moçâmedes (w latach 1985–2016 Namibe) – miasto w południowo-zachodniej Angoli, ośrodek administracyjny prowincji Namibe, nad Oceanem Atlantyckim. Około 133 tys. mieszkańców. W mieście zlokalizowany jest port lotniczy Namibe.